# NeuronUP
 (juillet 2025).
NeuronUP est une entreprise espagnole qui développe une plateforme web de rééducation et de stimulation cognitive destinée aux professionnels de la neuropsychologie, de l'ergothérapie et disciplines connexes. Fondée en 2012 à Logroño, elle fonctionne selon un modèle software as a service,.

## Histoire
L'idée de NeuronUP est née lorsque le neuropsychologue Íñigo Fernández de Piérola cherchait à réduire le temps consacré à préparer des supports d'intervention cognitive. La plateforme a été lancée commercialement en 2012 et a reçu la même année le prix « Entreprenante XXI La Rioja ».
En juin 2024, la société de capital-investissement Moira Capital a investi 10 millions euros pour soutenir son expansion internationale et le développement de nouvelles fonctionnalités basées sur l'intelligence artificielle,.

## Produits et services
NeuronUP propose plus de 10 000 activités classées par fonction cognitive, tranche d'âge et format (numérique ou papier). Elle intègre également un module de télérééducation permettant des exercices à distance sous supervision professionnelle.

## Applications cliniques
- L'Hôpital Ribera Polusa (Lugo) a adopté NeuronUP en 2025 pour son Unité de réhabilitation de dommage cérébral[6],[7].
- Caser Residencial a signé en avril 2025 un accord de déploiement dans plusieurs centres pour personnes âgées[8].
- La Fondation NED utilise NeuronUP depuis 2023 dans un projet de neurorééducation pédiatrique à Zanzibar (Tanzanie)[9].

## Recherche
- Un essai aléatoire dans le Journal of Clinical Medicine a montré des améliorations de la qualité de vie et des fonctions cognitives chez des patients atteints de la maladie d'Alzheimer après 18 semaines d'intervention combinée avec NeuronUP[10].
- Une étude exploratoire publiée dans NeuroRehabilitation a constaté une réduction significative des symptômes moteurs (UPDRS-III) chez des personnes atteintes de la maladie de Parkinson après quatre semaines d'entraînement cognitif auto-administré[11].

## Prix et distinctions
- Prix Entreprenante XXI La Rioja en 2012[4] ;
- Prix « ONO à la PME la plus innovante » dans le cadre du programme Impulsando Pymes en 2013[12] ;
- Prix « PME de l'année 2025 de La Rioja » en 2025[13].